# Fritz-Georg von Rappard
Fritz-Georg von Rappard (Sögeln, 15 agosto 1892 – Velikie Luki, 29 gennaio 1946) è stato un generale tedesco della Wehrmacht durante la seconda guerra mondiale.

## Biografia
Rappard iniziò la propria carriera militare nella primavera del 1911 come alfiere nell'esercito prussiano. Il 23 ottobre 1912 venne promosso tenente ed affidato al 7º battaglione cacciatori della Wesftalia col quale prese parte alla prima guerra mondiale.
Nel 1924 entrò a far parte del Reichswehr. Il 1º agosto 1937 venne promosso tenente colonnello. La promozione a colonnello ebbe luogo il 1º aprile 1939.
All'inizio della seconda guerra mondiale divenne comandante del 277º reggimento di fanteria; dal 3 febbraio 1942 fu comandante dell'83ª divisione di fanteria (di cui faceva parte il suo reggimento) per un mese. La sua divisione combatté nel 1942 nell'area di Velikie Luki e nella battaglia che si svolse proprio presso la medesima città. Il 1º novembre 1942, ottenne la promozione a maggiore generale e divenne comandante della 7ª divisione di fanteria. Il 1º agosto 1943 venne promosso tenente generale.
Dopo la fine della guerra venne imprigionato a Velikie Luki; processato, Rappard venne riconosciuto colpevole di crimini di guerra contro la popolazione locale da un tribunale militare sovietico e con altri sette membri del 277º reggimento di fanteria, compreso il suo successore come comandante di reggimento, Eduard von Saß, venne impiccato nel 1946.